# Rio Esk
O rio Esk localiza-se em Yorkshire do Norte, Inglaterra e desemboca no mar do Norte em Whitby depois de um curso de 45 km através do vale de Eskdale, cujo nome recebeu pelo próprio rio.

## Visão geral
Devido a sua natureza rural, o rio mantêm uma vasta riqueza de vida selvagem. Ao longo de Eskdale ocorre a migração de salmões, e proporcionam-se-lhes uma série de "saltos" para permitir-lhes viajar através dos vertedouros no curso do rio. Há exemplos notáveis em Ruswarp, onde começa o trecho de maré através de Whitby, e em Sleights. Ao redor de Whitby, o rio Esk possui uma grande população de truchas, e destaca também pela presença de moluscos. O Esk é também o único rio maior em Yorkshire que desemboca diretamente no mar do Norte.

O rio passa através de um vale estreito, de laderas empinadas e arbolado conhecido como Crunkly Ghyll. Aqui, o rio cai 30 m desde o vale até atingir o povo. Crunkly Ghyll formou-se durante a última idade de gelo como um grande muro de gelo através da paisagem, dando lugar ao que agora é Esk Valley até Lealholm. Na cabeceira formou-se uma enorme presa bloqueando a corrente de água desde acima e criando um lago que voltava ao vale para Commondale.